# Reposal
Reposal ist eine chemische Verbindung, die sich von der Barbitursäure ableitet (Barbiturat). Es wurde erstmals 1960 in Dänemark synthetisiert und wirkt antikonvulsiv, sedierend und hypnotisch. Als Arzneistoff hat es keine Bedeutung mehr; weltweit sind keine Fertigarzneimittel auf der Basis von Reposal zugelassen.

## Rechtsstatus
Reposal ist in der Bundesrepublik Deutschland aufgrund seiner Aufführung in der Anlage 3 BtMG ein verkehrsfähiges und verschreibungsfähiges Betäubungsmittel. Der Umgang ohne Erlaubnis oder Verschreibung ist grundsätzlich strafbar. Weitere Informationen sind im Hauptartikel Betäubungsmittelrecht in Deutschland zu finden.
International fällt Reposal unter die Konvention über psychotrope Substanzen.